# (6846) Kansazan
(6846) Kansazan (1976 UG15) – planetoida z pasa głównego asteroid okrążająca Słońce w ciągu 3,69 lat w średniej odległości 2,39 j.a. Odkryta 22 października 1976 roku.